# Xylopia cupularis
Xylopia cupularis là loài thực vật có hoa thuộc họ Na. Loài này được Mildbr. miêu tả khoa học đầu tiên năm 1921.